# Jay Acovone
Jay Acovone (Mahopac, 20 agosto 1955) è un attore statunitense.

## Biografia
Nato a Mahopac, dove la sua famiglia gestisce un autolavaggio.
Veterano della scena televisiva statunitense, dalla fine degli anni settanta ha recitato in più di cento produzioni sul grande e piccolo schermo; tra i suoi ruoli più famosi, quelli in Cruising (1980), Independence Day (1996), Cast Away (2000), Terminator 3 - Le macchine ribelli (2003) e Le colline hanno gli occhi 2 (2007).
Nel 2016 ha doppiato Sal Marcano, l'antagonista principale nel terzo capitolo della saga di videogiochi Mafia.

## Filmografia parziale

### Cinema
- Cruising, regia di William Friedkin (1980)
- Giustizia a tutti i costi (Out for Justice), regia di John Flynn (1991)
- Invasori dalla IV dimensione (Doctor Mordrid), regia di Albert Band e Charles Band (1992)
- Cercasi successo disperatamente, regia di Ninì Grassia (1994)
- Independence Day, regia di Roland Emmerich (1996)
- The Peacemaker, regia di Mimi Leder (1997)
- Cast Away, regia di Robert Zemeckis (2000)
- Terminator 3 - Le macchine ribelli (Terminator 3: Rise of the Machines), regia di Jonathan Mostow (2003)
- Le colline hanno gli occhi 2 (The Hills Have Eyes 2), regia di Martin Weisz (2007)

### Televisione
- Hollywood Beat – serie TV, 14 episodi (1985)
- La bella e la bestia (Beauty and the Beast) – serie TV, 55 episodi (1987-1990)
- Senza via d'uscita (Quicksand: No Escape), regia di Michael Pressman – film TV (1992)
- La signora in giallo (Murder, She Wrote) – serie TV, episodi 6x18-8x01-10x15 (1990-1994)
- Colombo (Columbo) – serie TV, episodio 10x10 (1995)
- X-Files (The X-Files) – serie TV, episodi 4x23-8x13-8x20 (1997-2001)
- Stargate SG-1 – serie TV, 7 episodi (1997-2005)
- Hazzard: Bo e Luke vanno ad Hollywood (The Dukes of Hazzard: Hazzard in Hollywood!), regia di Bradford May – film TV (2000)
- Appuntamento con la morte (A Story to Die For), regia di Anthony Pullen Shaw – film TV (2000)
- Cold Case - Delitti irrisolti (Cold Case) – serie TV, 1 episodio (2005)
- Detective Monk (Monk) – serie TV, episodio 3x13 (2005)
- 24 – serie TV, episodio 5x23 (2006)
- How I Met Your Mother – serie TV, 1 episodio (2011)
- The Mentalist – serie TV, episodio 4x19 (2012)
- CSI - Scena del crimine (CSI: Crime Scene Investigation) – serie TV, 1 episodio (2012)
- NCIS - Unità anticrimine (NCIS) – serie TV, episodio 10x17 (2013)
- Lethal Weapon – serie TV, episodio 3x08 (2018)

## Doppiatori italiani
Nelle versioni in italiano delle opere in cui ha recitato, Jay Acovone è stato doppiato da:
- Luciano Roffi in Criminal Minds, The Mentalist
- Raffaele Uzzi in Cruising
- Roberto Pedicini in Hollywood Beat
- Teo Bellia in La bella e la bestia
- Gianni Williams ne La signora in giallo (ep. 6x18)
- Maurizio Romano ne La signora in giallo (ep. 8x01)
- Maurizio Reti ne La signora in giallo (ep. 10x15)
- Paolo Buglioni in Giustizia a tutti i costi
- Angelo Maggi in Agguato in fondo al mare
- Nino Prester in Stargate SG-1
- Fabrizio Temperini in X-Files (ep. 4x23)
- Massimo Rinaldi in X-Files (ep. 8x13, 8x20)
- Riccardo Niseem Onorato in Hazzard: Bo e Luke vanno ad Hollywood
- Antonio Sanna ne La signora in giallo - Appuntamento con la morte
- Sergio Di Giulio in Cold Case - Delitti irrisolti
- Romano Malaspina in CSI: NY
- Claudio Ridolfo in How I Met Your Mother
- Gianni Giuliano in CSI - Scena del crimine
- Gerolamo Alchieri in Leverage - Consulenze illegali
- Paolo Marchese in NCIS - Unità anticrimine